# فرانسیسکو هررا یانگر
 فرانسیسکو هررا یانگر (انگلیسی: Francisco Herrera the Younger؛ ۱۶۲۲ – ۲۵ اوت ۱۶۸۵) یک نقاش، و معمار اهل اسپانیا بود. 